# Protea decurrens
Protea decurrens är en tvåhjärtbladig växtart som beskrevs av Henry Phillips. Protea decurrens ingår i släktet Protea och familjen Proteaceae. Inga underarter finns listade i Catalogue of Life.